# Liothrips rostratus
Liothrips rostratus är en insektsart som först beskrevs av Ian A. Hood 1927.  Liothrips rostratus ingår i släktet Liothrips och familjen rörtripsar. Inga underarter finns listade i Catalogue of Life.